# Christian Krohg

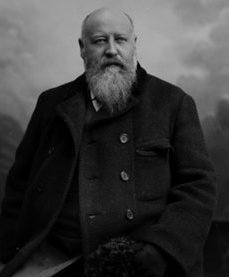
Christian Krohg

Christian Krohg (Oslo, 13 de agosto de 1852 — 16 de outubro de 1925), era um pintor, um escritor e um jornalista norueguês do naturalismo.
Krohg foi educado em Alemanha na escola de Baden de arte em Karlsruhe sob Hans Gude, e trabalhou mais tarde em Paris de 1881 a 1882. Inspirado pelos pensamentos dos realistas escolheu motriz primeiramente da vida quotidiana - lados freqüentemente seus mais escuros ou socialmente inferiores. Particularmente conhecidos são seus retratos das prostituta, e sua nova Albertine de 1886 é sobre este tema.
O estilo poderoso e direto de Krogh fez-lhe um dos personagens eminentes na transição do romantismo ao naturalismo, característico da arte norueguesa neste período. Através de sua residência periódica em Skagen, aonde chegou pela primeira vez em 1879, teve a grande influência em Anna e em Michael Ancher.
Krohg era um jornalista no grupo de Verdens do jornal de Oslo 1890-1910, onde escreveu entrevistas notáveis. Mais tarde transformou em professor diretor em Statens Kunstakademi (academia norueguesa das artes) 1909-1925.
Era casado com Oda Krohg